# Stadion Olimpijski w Helsinkach
Stadion Olimpijski w Helsinkach (fiń. Helsingin olympiastadion) – stadion piłkarsko-lekkoatletyczny w Helsinkach (dzielnica Töölö). Największy obiekt sportowy w Finlandii, na którym organizowane są zarówno duże koncerty, jak i wydarzenia sportowe. Główny obiekt Letnich Igrzysk Olimpijskich 1952. Domowy obiekt męskiej reprezentacji Finlandii w piłce nożnej. W 2006 r. ogłoszony fińskim pomnikiem narodowym.

## Historia
Wybudowany w latach 1934–1938, z myślą o Letnich Igrzyskach Olimpijskich 1940, które przeniesiono do Helsinek z Tokio, jeszcze przed ich całkowitym odwołaniem ze względu na II wojnę światową. Jego architektami byli Yrjö Lindegren i Toivo Jäntti. W 1983 r. odbyły się na nim pierwsze w historii mistrzostwa świata w lekkoatletyce, a w 2005 r. obiekt gościł po raz drugi imprezę tej rangi. Stadion był również trzy razy areną lekkoatletycznych mistrzostw Europy – w 1971, 1994 i 2012.

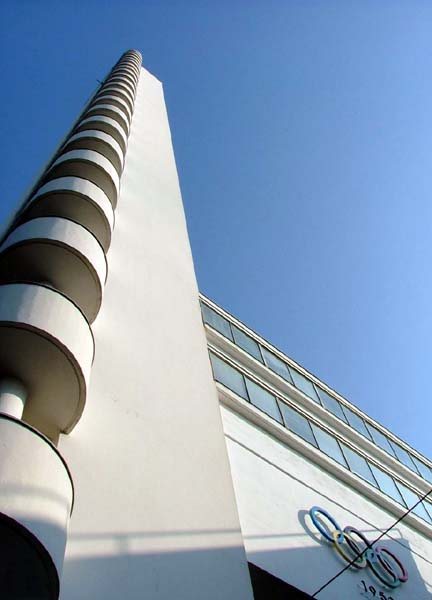
Wieża Stadionu Olimpijskiego.

W latach 1991–1994 został gruntowanie przebudowany. Kolejną modernizację przeszedł w latach 2008–2009, gdy o 4 metry poszerzono boisko piłkarskie, przez co bieżnia została przedłużona na prostych, a wiraże stały się ostrzejsze. Po pierwszych, przeprowadzonych po modernizacji, zawodach lekkoatletycznych na tym obiekcie – meczu między reprezentacjami Szwecji i Finlandii – obie ekipy skrytykowały przebudowę stadionu jako zagrażającą zdrowiu zawodników i utrudniającą sprawiedliwą rywalizację pomiędzy zawodnikami biegnącymi na różnych torach.
Największą pojemność, ponad 70 000, posiadał podczas Letnich Igrzysk Olimpijskich 1952. Obecnie jego pojemność wynosi 40 000, a podczas koncertów sięga 45 000.
Stadion posiada wieżę otwartą dla zwiedzających, z której obserwować można panoramę Helsinek. Ma ona wysokość 72,71 m, dla upamiętnienia wyniku jakim Matti Järvinen wygrał konkurs rzutu oszczepem na igrzyskach w Los Angeles w 1932.
Od marca 2007 r. okolice stadionu zamieszkuje puchacz zwyczajny. 6 czerwca 2007, podczas meczu kwalifikacyjnego do Euro 2008 pomiędzy Finlandią a Belgią, sowa przerwała grę na 10 minut po tym, jak usiadła na konstrukcji bramki. Puchacz został później nazwany „Bubi” oraz wybrany mieszkańcem roku Helsinek.
W skład kompleksu stadionowego wchodzi hostel młodzieżowy.

## Stadion w kulturze masowej
Przed wprowadzeniem euro, wizerunek Stadionu Olimpijskiego w Helsinkach, wraz z fińskim biegaczem lekkoatletycznym Paavo Nurmim, widniał na banknocie o nominale 10 marek fińskich. W 2006 r. jeden z odcinków amerykańskiego programu telewizyjnego The Amazing Race kończył się zadaniem na wieży stadionu.